# Episymploce amamiensis
Episymploce amamiensis es una especie de cucaracha del género Episymploce, familia Ectobiidae.

## Distribución
Esta especie se encuentra en Japón.